# 天主教新民書院
天主教新民書院（英語：Newman Catholic College），是一所位於香港九龍油麻地的資助中學，由天主教香港教區主辦。該校佔地1,540平方米，建校初時命名為「石壁道英文中學」，其後改名為天主教新民書院，並沿用至今。該校於2012年9月起由男校轉型為男女校。此前已於1990年首次招收女生入讀預科。現時校址位於香港九龍油麻地石壁道2號。该校與深圳市皇崗建文中學為姊妹學校。

## 學校行政

### 歷任校監
- 明鑑理 神父[3]
- 1975年至1998年：顧鴻勳 修士[4]
- 1998年至2002年：楊鳴章 主教
- 2002年至今：陳玉麟 先生

### 歷任校長
- 1964年至1974年[4]：黃殷華 先生[5]
- 1974年至1976年：詹信善 先生[6]
- 1976年至1978年：黃殷華 先生（於虧空公款後潛逃美國及失蹤，後被解僱）[4]
- 1978年至1979年：顧鴻勳 修士（代校長）[4]
- 1979年至1998年：朱敏初 先生
- 1998年至2003年：關中明 先生（後調任至同系天主教培聖中學）
- 2003年至2006年：何明生 先生[7]
- 2006年至2010年：蕭思銓 先生[8][9]
- 2010年至2011年：譚潤明 女士[10]
- 2011年至2016年：林志江 先生[11]
- 2016年至2021年：許瀚賢 先生[12]
- 2021年至今：吳華彪 先生[13]

### 歷任副校長
- 何嘉豪 先生
- 陳慶堂 先生
- 李偉洪 先生[14]
- 毛麗龍 女士[15]
- 蔡艷靈 女士[1][16]
- 陳兆雄 先生[17]
- 吳美嫻 女士
- 杜佩嫦 女士

## 辦學宗旨

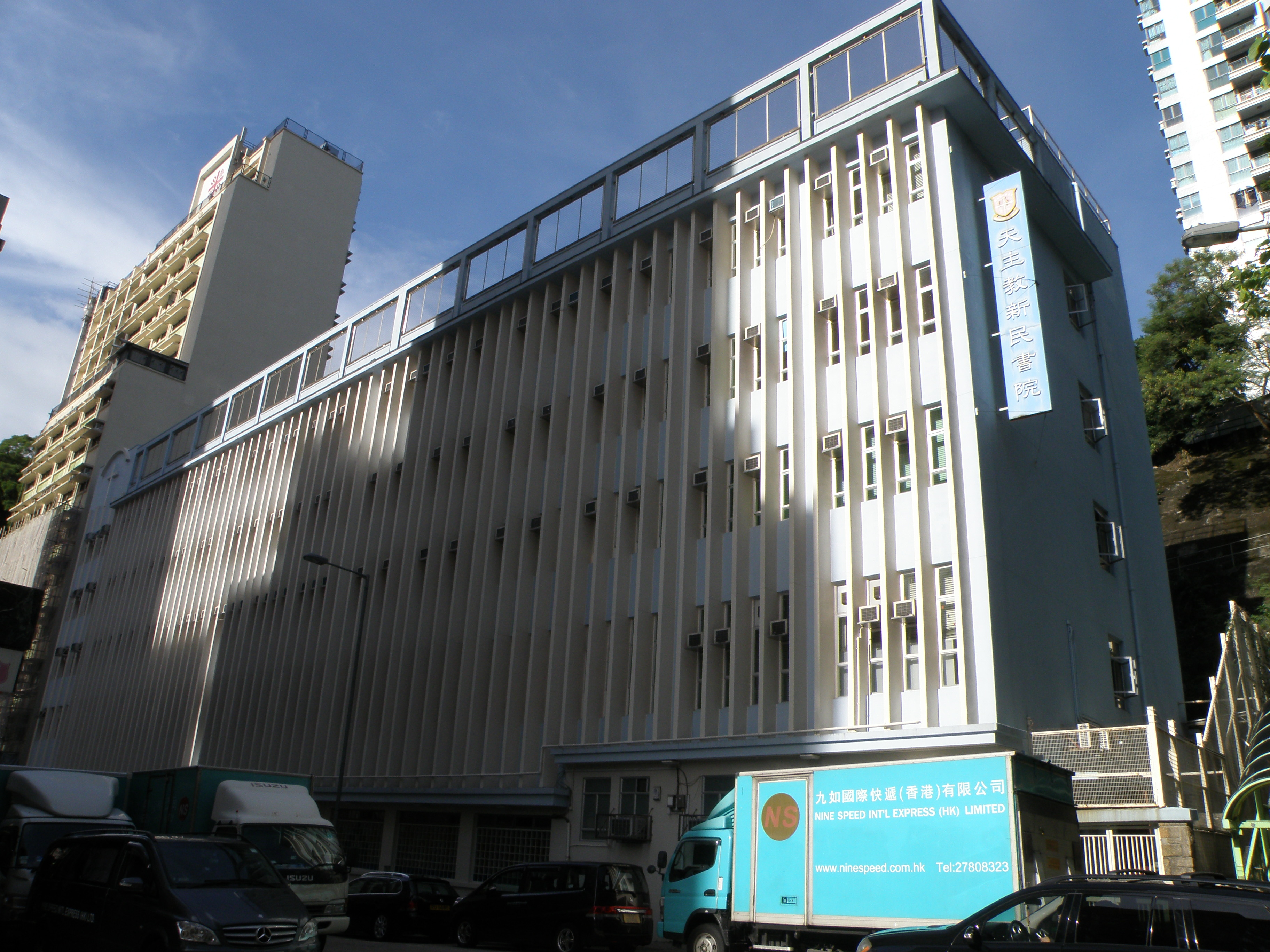
天主教新民書院的校舍外觀

天主教新民書院以秉承天主教的辦學理想，培育完整人格為教育宗旨。除傳授學科知識外，該校著重培育學生品格；使其成為具有修養和對社會、家國與民族有承擔感的人。

## 校訓
「明德至善」一語出自《大學》開篇：「大學之道，在明明德，在親民，在止於至善。」意即大學之宗旨在於弘揚光明正大的品德，使人棄舊圖新，達到最完善的道德境界。學校之中文名字「新民」乃直譯自英文原意（new man）即革新人民。校訓「明德至善」實乃出於約翰·亨利·紐曼樞機及孔子兩人之哲學思想。

## 學校資料
天主教香港教區於1963年籌辦「石壁道英文中學」，辦校之初暫借天主教培聖中學昔日位於牛津道之校舍用作上課，1965年正式於現址繼續辦學。及後校董會決議於1965年把校名更名為新民書院。天主教新民書院以紐曼樞機（Cardinal Newman，1801-1890）命名。希望全體教職員和學生透過認識耶穌基督，效法紐曼樞機在宗教信仰上堅信不渝，在一切事上表現對天主的依靠、信賴及期待。而且亦能不苟且、不畏懼，勇往直前，勉力實踐「至善」精神，日新又新，做個「新民」人。2002年至2003年，天主教新民書院的學生於學界籃球賽中奪三大錦標。2004年，該校獲教統局邀請成為油尖旺區唯一推行「啟發潛能教育」理念的中學。2010年，校方派出的運動員於「Panasonic 學界籃球邀請賽2010」再次展現風采。2012年3月，天主教新民書院邀請前政務司司長陳方安生以「基本法、民主政制、管治問題及公民參與」為主題主持講座。席上她勸勉年青人多關心政府施政，並對現有制度及立法會功能組別能否體現民主精神發表意見。
另外，該校獲教育局分別撥款一百七十萬及十三萬進行為期六年的「提升英語水平計劃」（2008–2014）以積極營造良好的英語語境和邀請英國劍橋大學學生到港為天主教新民書院學生舉辦「英語交流營」，鞏固初中學生的英語基礎。學期尾校方會以考試進行考核。近年天主教新民書院也推行「新民才俊計劃」，邀請校友向學生介紹各行各業需具備的技能。學校於2013年增設iCentre（蘋果電腦中心）以配合資訊科技學習。而課室亦已安裝科技設備、WiFi無線網絡及電子互動白板以帶動資訊科技教學。該校開設的選修科目有三個組合，包括組合一（生物、化學、物理、視覺藝術、旅遊與款待、中國歷史、地理、倫理與宗教教育、體育）、組合二（化學、物理、歷史、經濟、資訊與通訊科技、旅遊與款待）及組合三（數學延伸單元二（代數與微積分））。學校的四社為新、民、明、德。

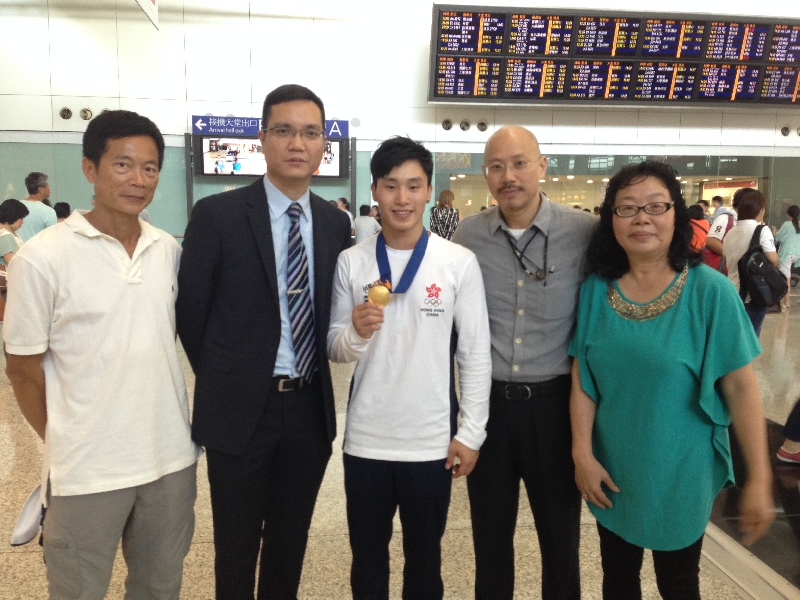
香港體操代表石偉雄

## 重要事件
- 1967年因為山泥傾瀉，該校後山的山泥湧入該校，以致小食部停止運作1年[14]。
- 1978年6月，時任校長黃殷華被指虧空學校公款及侵吞學費，並告假逃往美國。同年8月8日黃氏向校方寄出「道歉信」後，隨即下落不明。由於他未有依時於新學年復職，加上再虧空學校12萬元，校方決定即時將之解僱[4]，而警方及教育司署其後亦決定介入調查。同年10月，教育司署發表調查報告，顯示被虧空的23萬元款項中不涉公帑；至於疑被虧空的款項，則由教區暫時墊付此校[23]。
- 2005年6月10日，該校一名曾當風紀的中七預科生返回天主教新民書院途中，被數名曾遭他揭發觸犯校規的初中同學故意衝撞，並被按倒地上毒打。其中一名犯案者自稱黑社會分子恐嚇該名預科生。[24]
- 2009年2月19日，衛生署衛生防護中心公佈該校中二級十多名學生感染流感。為防止疫情擴散，校方決定自行停課。[25]
- 2010年1月29日，紅磡馬頭圍道45J號一幢唐樓倒塌，造成4人死亡、2人受傷。其中一名死者該校中七預科生童慶濤於當晚10:40被挖出。惜在挖出後當場證實死亡。事後校方設立悼念童氏的壁報板供同學憑弔。[26]

## 校園設施
- 學校設有學生培育中心、多用途室、演講廳、多媒體學習室、蘋果電腦中心和兩層的學與教資源中心（圖書館）及兩個禮堂設施。
- 學校旁邊設有一個小停車房。[27]

## 著名教師
- 范錦平，BBS，JP：香港教育界及政界人士，前廠商會中學及林大輝中學校長（1960年代任教英文科）

## 著名/傑出校友
工商及服務界
- 趙國雄（1969年中五）：長江實業集團執行董事[14][28]
- 羅義坤，SBS，JP（1970年中五）：中國銀行（香港）獨立非執行董事、前市區重建局副主席及行政總監[29][30]
- 陳兆根，SBS（1972年中五）：香港學術及職業資歷評審局主席、前科進顧問(亞洲)有限公司（前稱柏誠(亞洲)有限公司）副總裁[31]
- 張群達（1978年）：上市公司寶燵控股行政總裁及董事會主席[14]
- 梁立勤（1984年[15]）：香港青年聯會參事、香港基本法推廣委員會副秘書長、香港智道總會執行主席
- 譚志偉（1986年）：黑桃資本總裁兼首席執行官、前新濠國際有限公司財務董事
- 謝汝康（1993年中七）：前富時集團亞洲區副董事

政治、司法界
- 張建宗，大紫荊勳賢，GBS，JP（1967年中五[3][14]）：前政務司司長[32]
- 賴應虒，SBS，JP（1967年中五[3][14]）：前律政司民事法律專員
- 張建強（1968年中五[14][33]）：前房屋署助理署長[34]
- 蘇坤漢（1975年中五）：觀塘區區議員（2004年至2008年）
- 盧子健，JP（1975年）：香港公共事務顧問
- 何國華，MH：沙田區區議員[35]
- 梁文廣，MH（2004年中七）：深水埗區區議員[36]
- 尹兆堅：前立法會議員（新界西）[37]
- 周美德（中五）：前立法局議員[38]

體育界
- 石偉雄，MH（2009年中五）：香港體操運動員[39]
- 劉子禮：香港籃球運動員[40]
- 潘志豪：香港籃球運動員[41]
- 黃鎮煒：香港籃球運動員[41]
- 陳耀祖：香港籃球運動員[41]
- 李翹峰：香港籃球運動員[41]
- 張偉康：香港籃球運動員[41]
- 容天鵬：香港賽馬會練馬師、前騎師

演藝及傳媒界
- 伍家廉（1970年中五）：前香港電台第一台節目總監[29]
- 柯星沛：香港電影導演及攝影師[42]
- 梁鴻華：前無綫電視演員、電影編劇、監製及導演
- 林紀陶（1977年中五）：香港資深電影編劇及劇評人、電影工作者及網上電台主持人[註 1]
- 陳永業：香港男演員及節目主持、前香港電台主持[43]
- 陳偉洪（2008年中五）：香港男演員[44]
- 曾贊學（2009年中七）：亞洲電視亞洲星光大道3參賽者
- 蘇頌文：香港漫畫家及插畫師[45]
- 麥駿昇（SING）：韓國偶像團體XODIAC成員

學術、教育及專業界
- 陳文鴻：香港理工大學商業中心主任
- 關中明（1967年中五[3]）：前天主教新民書院（1998-2003）及天主教培聖中學校長（2003-2009）
- 林雄（1968年中五[33]）：英國Hull York Medical School 臨床心理學及心理治療系主任兼教授
- 林君一（1971年）：香港扶幼會總監[46]
- 梁健森（1973年）：職業訓練局青年學院首席講師
- 梁智熊（1980年）：香港教育大學特殊教育與輔導學系副教授[14]
- 林漢華（1981年）：前香港城市大學生物及化學系副教授[14][47]
- 向達森（1981年）：職業訓練局講師
- 邢福增（1982年中五）：香港中文大學崇基神學院院長
- 萬家輝（1985年）：香港心理學家、前香港建造學院助理院長
- 莫健偉（1985年）：香港恒生大學藝術設計系助理教授
- 林潤華（1985年）：前香港城市大學生物及化學系教授
- 賴緯樂（1996年）：香港理工大學土地測量及地理資訊學系副教授
- 張彧暋：日本立命館大學國際關係學部國際關係學科准教授

## 外部連結
- 天主教新民書院（页面存档备份，存于）
- 天主教新民書院關於本校 （页面存档备份，存于）
- 天主教新民書院 舉行電腦班及家長講座（页面存档备份，存于）
- 新民書院家教會 啟發潛能教育講座（页面存档备份，存于）
- 給文怡老師的信（页面存档备份，存于）
- 新民才俊計劃（页面存档备份，存于）